# Croma

Una croma rappresentata sul pentagramma.

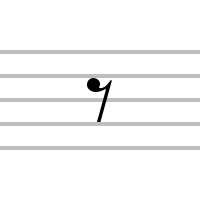
La pausa da un ottavo rappresentata sul pentagramma.

Nella notazione musicale, la croma od ottavo è un valore musicale eseguito con la durata pari a un ottavo del valore dell'intero. Equivale quindi a metà di un quarto, oppure a due semicrome.
È rappresentata da un neuma pieno, con la coda arricciata verso l'interno. Il gambo è posto sul lato destro e rivolto in alto se si scrive una nota in posizione melodica o di tenore all'interno di un brano a più voci, sul lato sinistro e rivolto in basso se si scrive una nota in posizione di basso o di contralto all'interno di un brano a più voci. Per quanto riguarda la scrittura di una monodia, le note scritte al disotto del terzo rigo musicale, in qualsiasi chiave musicale, hanno il gambo rivolto verso l'alto, le note scritte al di sopra del terzo rigo musicale del pentagramma, hanno il gambo rivolto verso il basso. Due o più note da un ottavo possono unire le "code" per venire raggruppate.
La pausa di un ottavo è rappresentata da un "7" arricciato posizionato tendenzialmente al centro del pentagramma.